# La Trilogie Yan Solo
La Trilogie Yan Solo (titre original : The Han Solo Trilogy) est une trilogie de romans de science-fiction écrits par Ann C. Crispin, placés dans l'univers étendu de Star Wars et centrés sur le personnage Yan Solo avant les évènements décrits dans le film Star Wars, épisode IV : Un nouvel espoir. 

## Résumé
Han Solo et son ami, le wookiee Chewbacca sont en fuite. En effet, les Hutts sont mécontents et décident de se venger en envoyant le terrible chasseurs de primes Boba Fett à la recherche des deux complices. Quand Han s'allie à Jabba, il se retrouve coincé dans une situation des plus périlleuses.
Han Solo gagne le Faucon Millenium des mains de Lando Calrissian. Cependant, alors que l'Empire se fait de plus en plus oppressant, son ancienne amour, qui fait désormais partie de la rébellion, refait surface et lui propose de s'allier pour s'occuper définitivement du cas d'Ylesia.

## Chronologie
1. Le Coup du paradis (The Paradise Snare) - 10 av. BY.
2. Le Gambit du Hutt (The Hutt Gambit) - 8 à 7 av. BY.
3. L'Aube de la rébellion (Rebel Dawn) - 7 à 1 av. BY.

## Le Coup du paradis
Le Coup du paradis est publié sous son titre original, The Paradise Snare, aux États-Unis par Bantam Spectra le 5 mai 1997,. Il est traduit en français par Grégoire Dannereau et publié par les éditions Fleuve noir le 27 avril 2000, avec alors 314 pages,.

## La Gambit du Hutt
Le Gambit du Hutt est publié sous son titre original, The Hutt Gambit, aux États-Unis par Bantam Spectra le 11 août 1997,. Il est traduit en français par Grégoire Dannereau et publié par les éditions Fleuve noir le 25 mai 2000, avec alors 317 pages,.

## L'Aube de la rébellion
L'Aube de la rébellion est publié sous son titre original, Rebel Dawn, aux États-Unis par Bantam Spectra le 9 mars 1998,. Il est traduit en français par Grégoire Dannereau et publié par les éditions Fleuve noir le 29 juin 2000, avec alors 315 pages,.